# Marcela de San Félix
Marcela de Vega Carpio (1605-1688), fille naturelle de Lope de Vega, est une moniale trinitaire déchaussée, elle-même dramaturge et poète du Siècle d'or espagnol, mieux connue sous son nom de religieuse : Marcela de San Félix.

## Biographie

### Les origines
Marcela est née le 8 mai 1605 à Tolède, des amours illégitimes de l'écrivain Lope de Vega (époux de Juana de Guardo) avec l'actrice Micaela de Lujan (épouse de Diego Diaz). C'est pourquoi elle fut enregistrée comme née de parents inconnus. Cela n'empêcha pas une pléiade de poètes de se pencher sur son baptême, ni son père de se charger fidèlement de l'éducation de celle qu'il considérait comme sa fille bien-aimée.

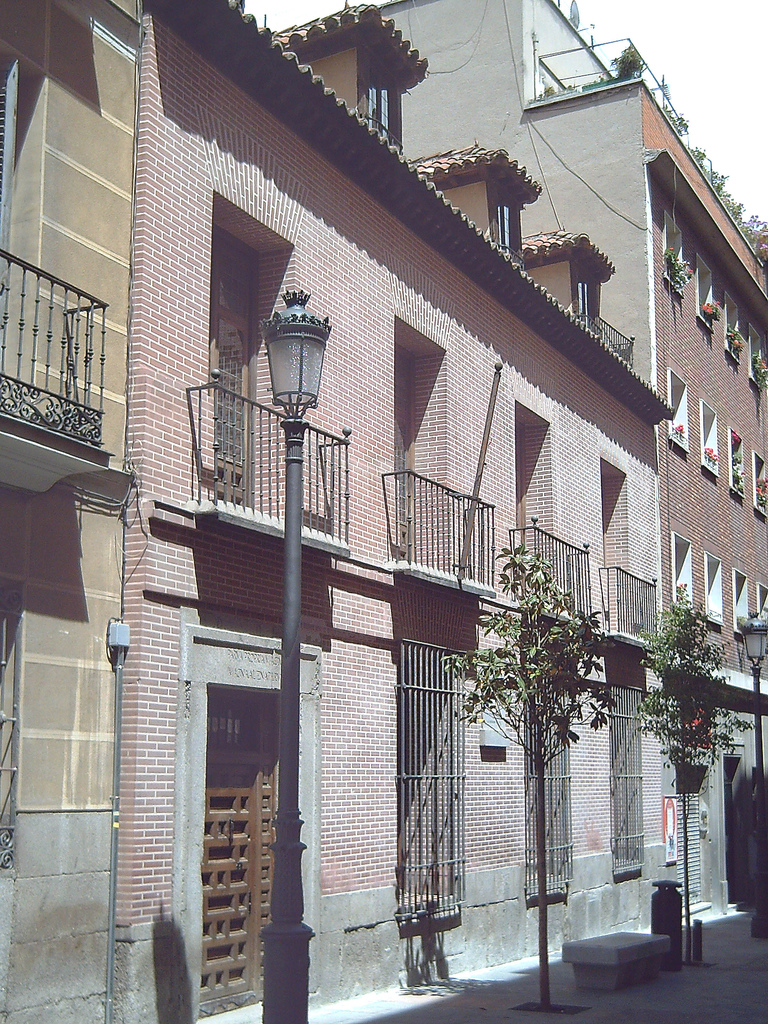
Maison-musée de Lope de Vega (Madrid).

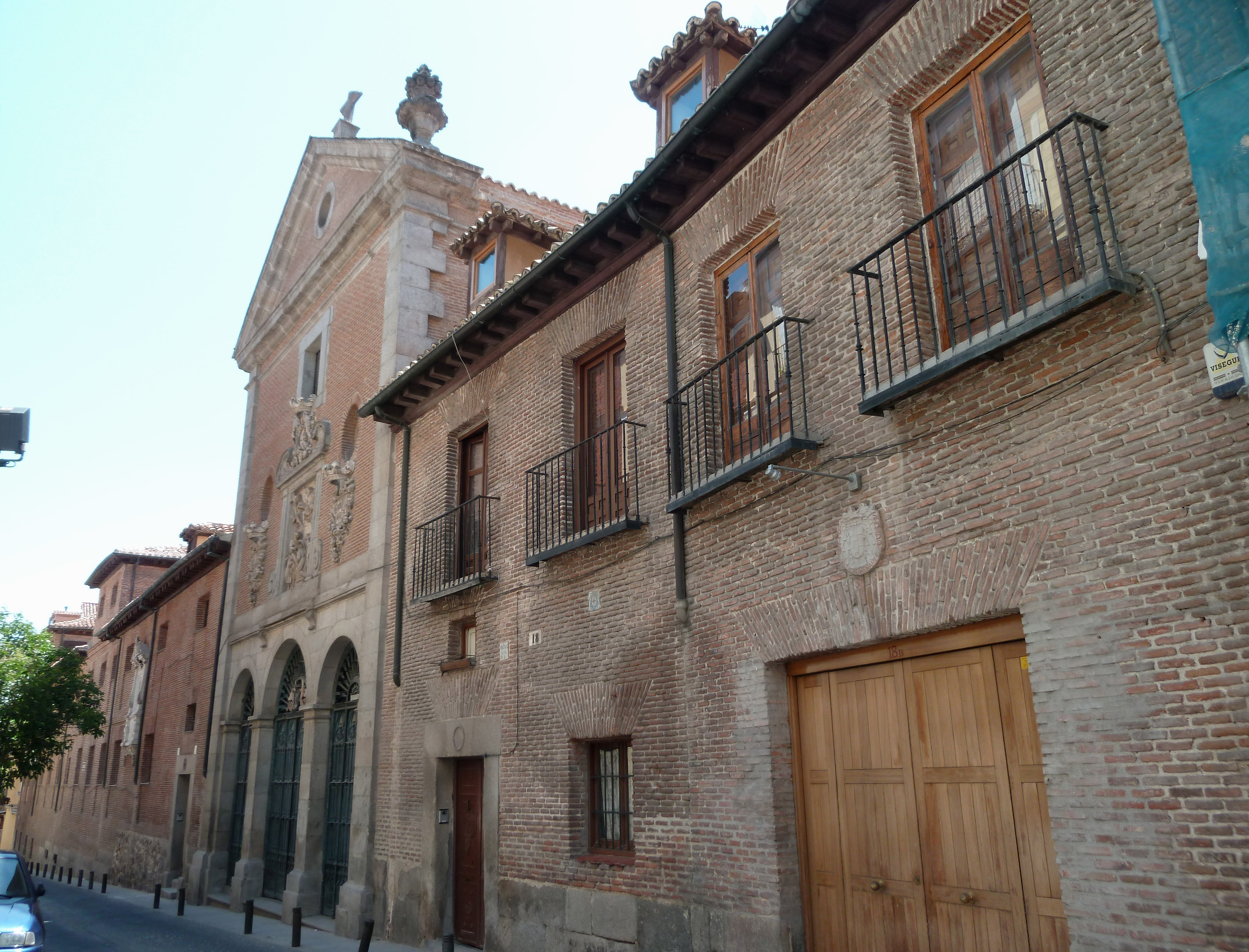
Le couvent des Trinitaires déchaussées (Madrid).

Après la disparition mystérieuse de Micaela et le décès de Juana de Guardo en 1613, il la prendra chez lui, à Madrid, avec son frère Lope Félix del Carpio y Lujan, né en 1606 (le seul des enfants adultérins à avoir été reconnu officiellement par l'écrivain). C'est ainsi que Marcela passera la majeure partie de sa vie dans la capitale espagnole, d'abord calle de Francos (devenue calle de Cervantès), ensuite calle de Cantarranas (devenue calle Lope de Vega). Les deux rues se trouvent à peu de distance l'une de l'autre, mais dans la première se situe la maison (convertie en musée) de Lope, tandis que dans la seconde se dresse le monastère San Ildefonso y San Juan de Mata, toujours en activité aujourd'hui. Fondé en 1612 par le réformateur saint Jean-Baptiste de la Conception, le monastère abrite des religieuses trinitaires déchaussées, et son église conserve depuis 1616 la dépouille de Cervantès.

### La vocation

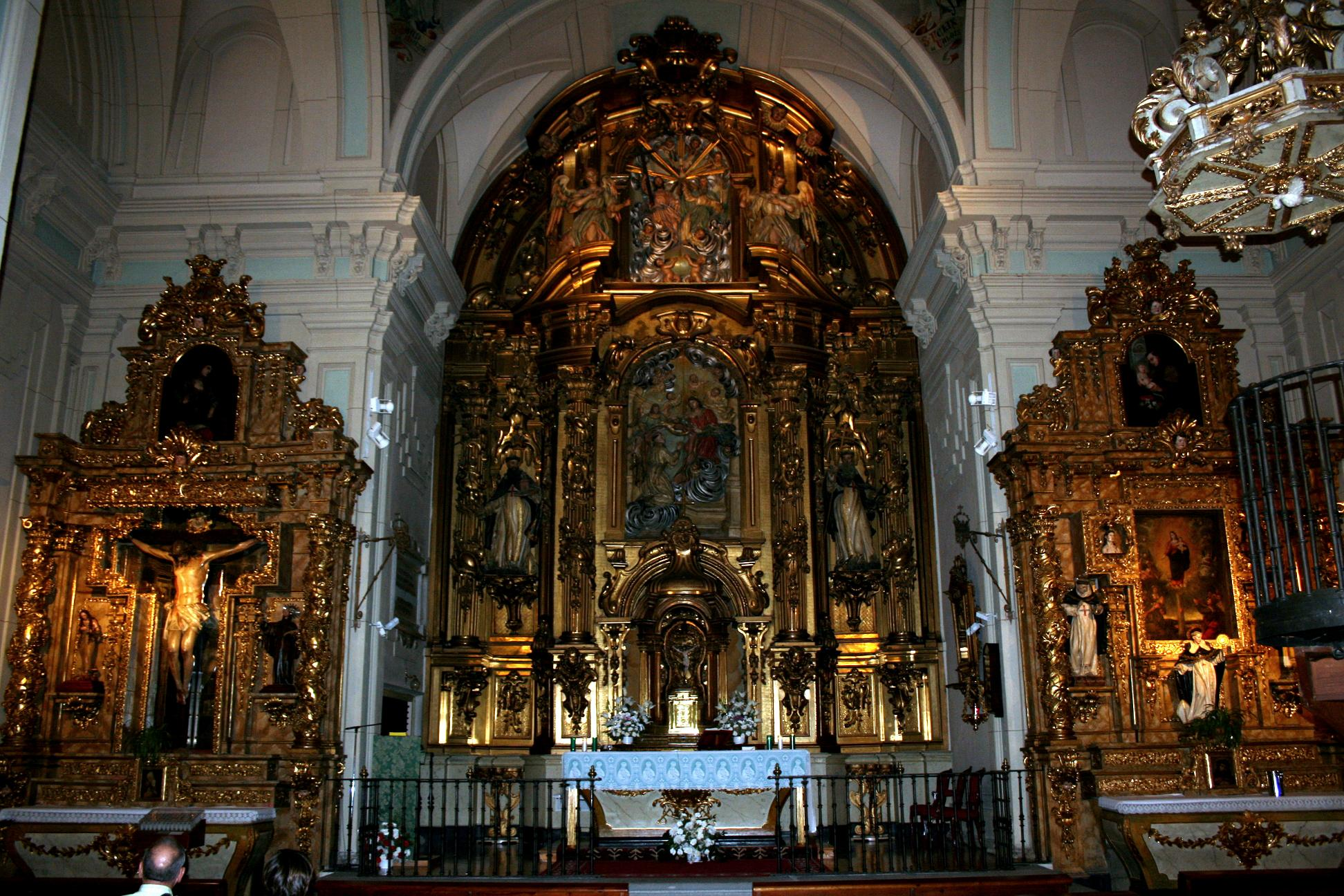
L'église des Trinitaires déchaussées, où repose Cervantès (Madrid).

Lope de Vega connaissait bien l'ordre de la Sainte Trinité, alors très puissant en Espagne : le dramaturge comptait parmi ses amis le prédicateur et poète trinitaire Hortensio Félix Paravicino, fréquentait la compagnie du Saint-Sacrement établie par Jean-Baptiste de la Conception, et appréciait les ouvrages de Simon de Rojas (qu'il comparait à saint Ildefonse ou saint Bernard) et de Michel des Saints (pour leur sublime perfection spirituelle). Une fois ordonné prêtre, il célébrait souvent la messe chez les Trinitaires contemplatives, dont la chapelle se trouvait à deux pas de chez lui.
Néanmoins, le choix que fit Marcela d'entrer dans cette communauté, lui causa une désagréable surprise, d'autant qu'il s'inscrivait dans le contexte de la maladie de  Marta de Nevares Santoyo, dite Amarilis, le dernier amour du poète. Jusque-là, rien n'avait laissé présager dans l'attitude de Marcela une quelconque vocation religieuse : à dix-sept ans, c'était une jeune fille vive et spirituelle, très courtisée, et dont Lope avait souligné les dons littéraires dans la dédicace d'une comédie, Les remèdes contre l'infortune. Titre prémonitoire ? En tout cas, après avoir tenté sans succès de dissuader sa fille, l'écrivain l'aida dans ses démarches d'admission et réunit l'argent pour la dot. Le 12 février 1622, il assista à la prise de voile, une brillante cérémonie, rehaussée par la présence de la marquise de la Tela, du marquis de Povar et du duc de Sessa, au terme de laquelle il constate mélancoliquement : « Le ciel ferma mon cœur plein d'amour paternel; il m'enlevait la meilleure part de mon âme; et j'étais le seul à plaindre dans cette foule conquise ».

### Les deuils

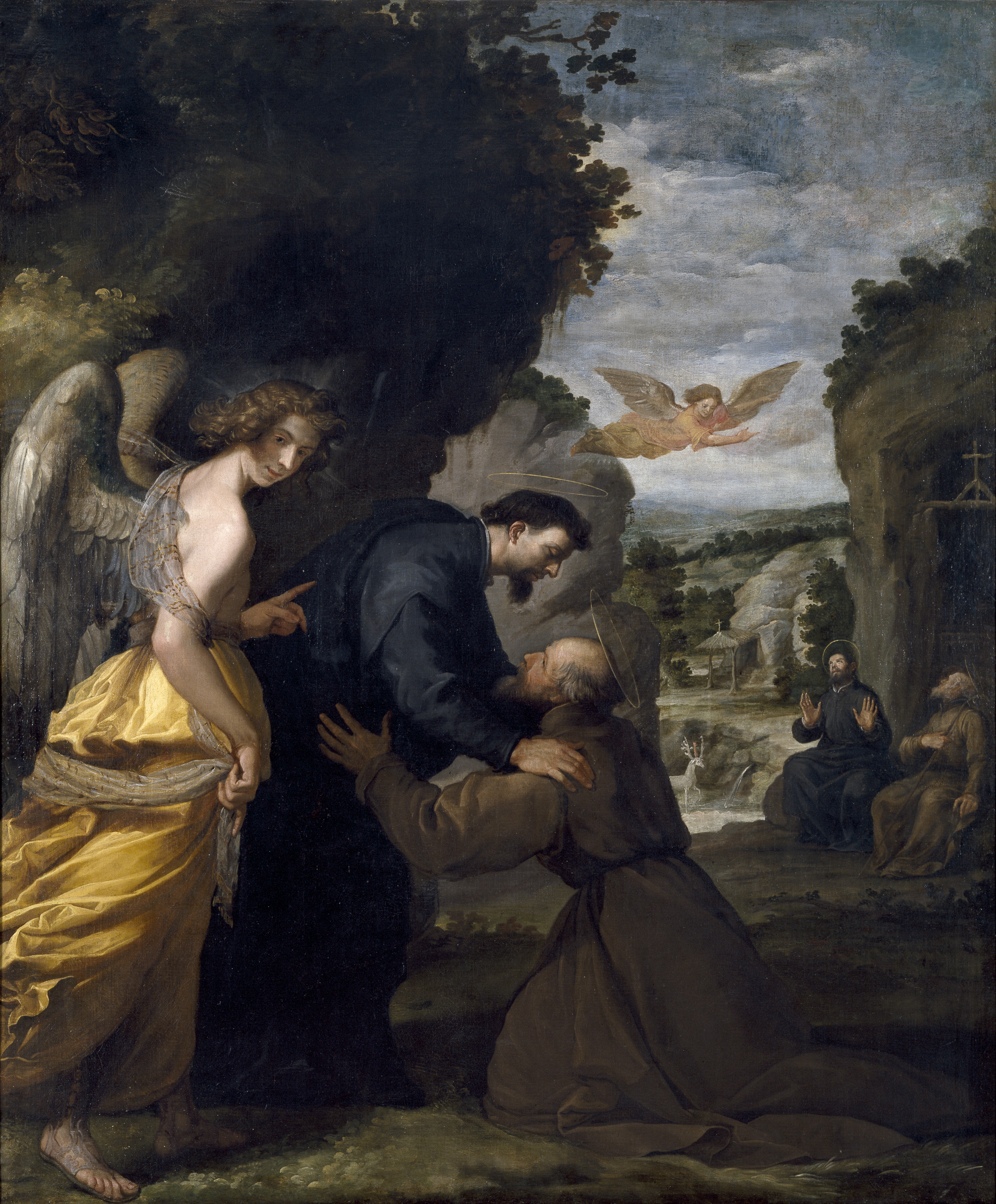
La rencontre de Jean de Mata et Félix de Valois (par Vicente Carducho).

Religieuse cloîtrée dans une congrégation austère, Marcela continua cependant à voir chaque semaine son père, derrière la grille du chœur, quand celui-ci venait dire la messe. Il semble qu'au couvent le silence ait recouvert ses origines suspectes. Non sans esprit, elle avait pourtant choisi, à son entrée en religion, un nom en quelque sorte codé : Sor Marcela de San Félix, lequel faisait référence à la fois à saint Félix de Valois, cofondateur des Trinitaires, et au prénom commun de son père et de son frère.

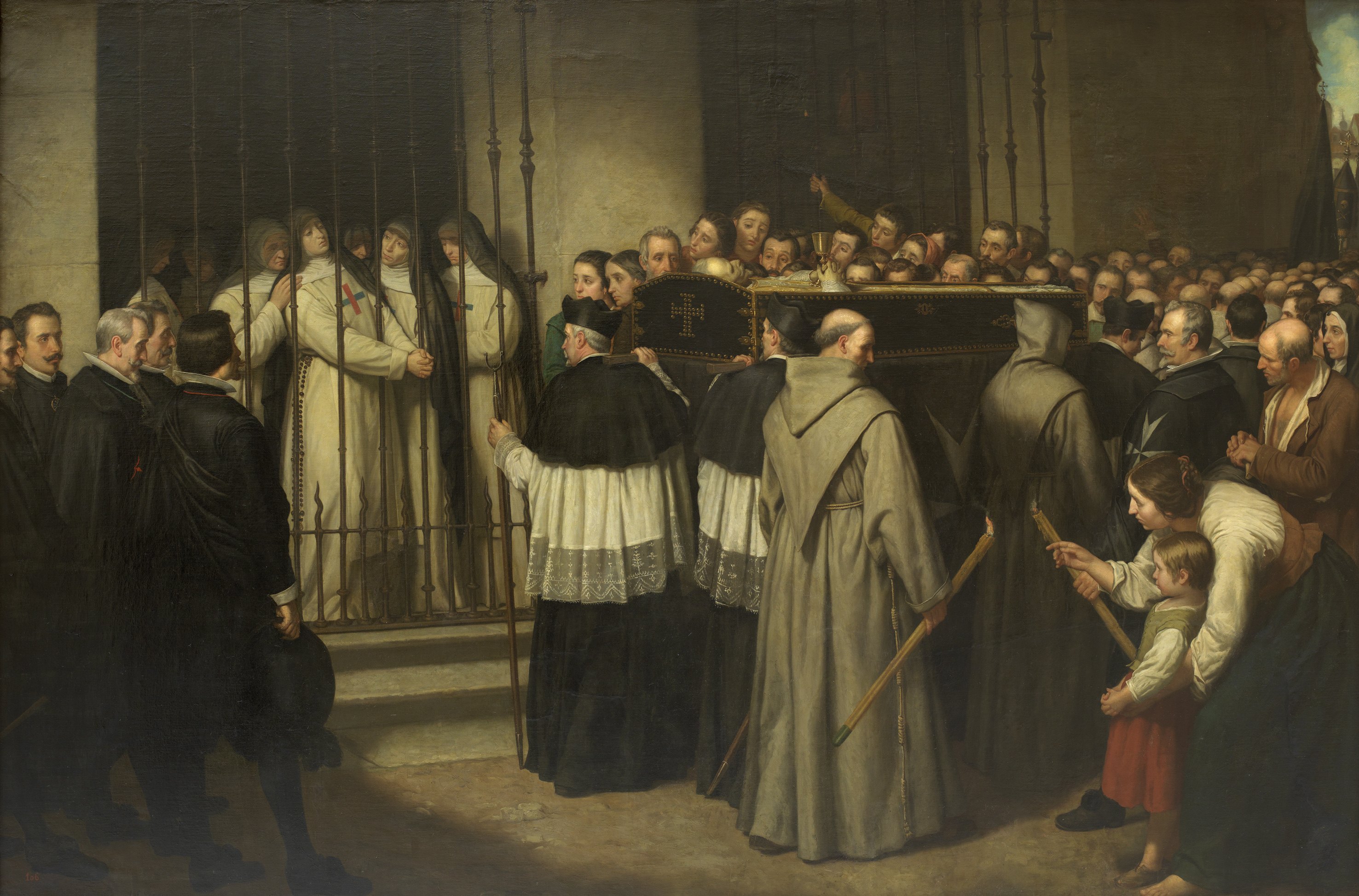
Marcela aux funérailles de Lope de Vega (par Ignacio Suarez Llanos).

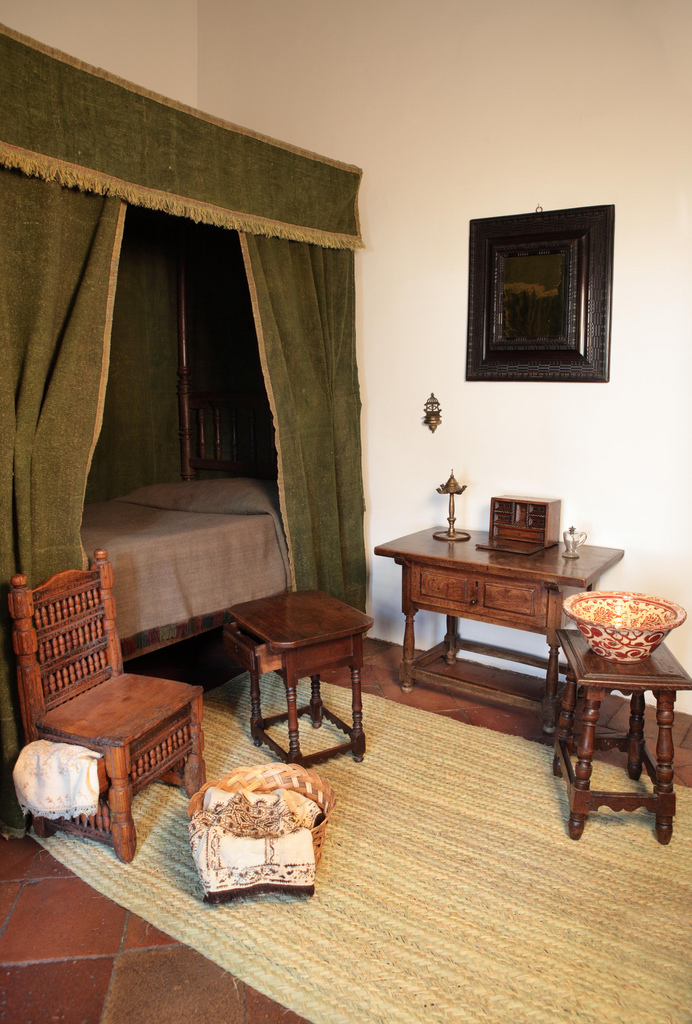
La chambre présumée de Marcela dans la maison de son père (Madrid).

Ce dernier mourut en mer, au large du Venezuela, en 1635. Puis ce fut le tour du père, le 27 août de la même année. Les funérailles eurent lieu le lendemain, et Marcela demanda que le cortège funèbre, en route pour l'église Saint-Sébastien, fasse un détour, afin de pouvoir, depuis la clôture, rendre un dernier hommage au défunt, découvert sur son catafalque, ce qui donna lieu à la scène la plus pathétique de l'enterrement du poète. Elle lui survécut cinquante-trois ans, avant de décéder, le 9 janvier 1688, en son couvent de Madrid.

### Les œuvres
Dans sa communauté, Marcela s'est consacrée aux charges les plus diverses : de responsable du poulailler et du réfectoire, à Mère supérieure (à trois reprises), en passant par économe et maîtresse des novices. Elevée dans une ambiance de haute culture, elle a entretenu son goût pour la littérature, en rédigeant une autobiographie spirituelle et cinq volumes de théâtre et de poésie. De cette abondante production ne reste qu'un volume dépareillé, le reste ayant été brûlé sur le conseil d'un confesseur. Outre six pièces de théâtre intitulées Coloquios espirituales, le volume contient une série de poèmes relevant des genres en vogue dans l'Espagne baroque : vingt-deux romances (genre dans lequel son père était passé maître), deux seguidillas, un villancico, une décima, une endecha, huit loas et une lira. Le tout forme un in-quarto manuscrit et autographe, qui témoigne des qualités humaines et intellectuelles d'une femme capable d'allier ascétisme spirituel et gestion conventuelle, avec un certain sens de l'émerveillement et de la fête, typiquement lopesque.

#### Œuvres
- Obra completa : coloquios espirituales, loas y otros poemas, édition d'Electa Arenal et Georgina Sabat-Rivers, Barcelona, PPU, 1988.

#### Étude
- S. Varga, Lope de Vega, Fayard, 2002.